# Grzegorz (Berbiczaszwili)
Grzegorz, imię świeckie Gurami Berbiczaszwili (ur. 18 lipca 1956 w Tbilisi) – gruziński duchowny prawosławny, od 2007 metropolita Poti i Chobi.

## Życiorys
14 października 1989 otrzymał święcenia diakonatu, a 27 marca 1990 prezbiteratu. 24 marca 1996 otrzymał chirotonię biskupią. 3 czerwca 2007 podniesiony został do godności metropolity.